# Бушля мексиканська
Бушля мексиканська (Tigrisoma mexicanum) — вид пеліканоподібних птахів родини чаплевих (Ardeidae).

## Поширення
Вид поширений в Центральній Америці від Мексики до північно-західної частини Колумбії. Трапляється у відкритіших місцях проживання, ніж інші чаплі роду Tigrisoma, наприклад на берегах річок і озер.